# Тостерупская кирха
Тостерупская кирха (швед. Tosterups kyrka) — лютеранский храм в Тостерупе, в коммуне Тумелилла в лене Сконе. Является храмом церковного прихода Смедсторп епархии Лунда Шведской Церкви. Храм основан в XII веке.
Средневековая церковь первой половины XII века в Тостерупе, построенная из местного известняка в романском стиле, была существенно перестроена в 1598 году. Храм немного расширили с юга, а под алтарём разместили крипту. Церковь обрела новый фасад с широкими окнами на юге и новые крестовые своды. Во время реконструкции храма в начале 1950-х годов доктор богословия Курт Валлин обнаружил, что камни фундамента северной стены имеют форму, отличную от камней остальной части церкви. Работы по снятию штукатурки с северной стены храма привели к обнаружению средневековой кладки с двумя романскими арочными окнами и замурованными воротами для женщин. После снятия штукатурки на внутренних стенах церкви были также обнаружены фрески XV века авторства Нильса Хоканссона, он же Мастер из Виттскёвле. Росписи в духе святой Биргитты, которая изображена сидящей за книжным столом на главной арке, были выполнены по заказу представителей рода Браге, патронировавших церковь. Другая фреска изображает легенду о Святом Георгии и драконе. Среди прочих росписей в храме есть фрески с изображением святой Екатерины и ярмарки в Больсене. Церковные скамьи датируются 1598 годом; на главных из них изображены гербы благотворителей прихода — на южной мужской стороне герб Браге, на северной женской стороне герб Пасбергов.
На церковном крыльце находится гробница Йоргена Краббе. Также в храме хранится надгробие Тихо Браге, деда и полного тёзки датского астронома, и его жены Магдалены Крогнос, выполненное мастером Адамом ван Дюреном. Другими достопримечательностями храма являются две картины XVI века и интерьеры XVIII века.
В XIX веке в храме был установлен орган, построенный в 1857 году мастером Юханом Ламбертом Ларссоном из Истада. Современный инструмент представляет собой фисгармонию с двумя мануалами и педалью.
Церковь упоминается в книге шведского писателя Фритиофа Нильссона «Бомби Битт и я» (швед. Bombi Bitt och jag).